# Die Schenke zum Vollmond
Die Schenke zum Vollmond (Originaltitel: Dédée d’Anvers) ist ein französischer Film Noir nach dem gleichnamigen Roman von Henri La Barthe.

## Handlung
Die Prostituierte Dedée kam mit ihrem Freund/Zuhälter Marco aus Frankreich nach Antwerpen, wo sie nun in der Bar Big Moon arbeitet und Marco als Portier angestellt ist. Mit den anderen Prostituierten und mit dem Chef, Monsieur René, versteht sie sich gut, es herrscht fast eine familiäre Stimmung. Nur Marco passt nicht hinein: Er behandelt Dedée schlecht, schlägt sie und will sie von sich abhängig halten. Monsieur René kann Marco eigentlich nicht leiden und hat ihn nur angestellt, damit Dedée für ihn arbeitet, die mehr Männer anlockt als ihre Kolleginnen.
Sie lernt den italienischen Schiffskapitän Francesco kennen, die beiden verlieben sich, und Dedée sieht endlich eine Chance, aus dem Rotlichtmilieu herauszukommen. Dies macht Marco eifersüchtig. Francesco verspricht Dedée, sobald sein Schiff wieder ablegt, sie mitzunehmen. Monsieur René kennt Francesco von früheren Geschäften und versichert ihr, dass dieser sich gut um sie kümmern würde. Monsieur René lässt Dedée nur ungern gehen, steht ihren Zukunftsplänen aber nicht im Weg.
Monsieur René wirft Marco hinaus und erzählt ihm, dass auch Dedée am nächsten Morgen verschwunden sein wird. Daraufhin nimmt Marco seine Pistole, betrinkt sich in einer Kneipe, geht zum Hafen und erschießt Francesco am Kai vor seinem Schiff. Kurz darauf fährt Monsieur René Dedée zum Schiff, sie finden Francescos Leiche und Marcos Pistole. Sie nehmen Marcos Verfolgung auf, finden ihn, und als Monsieur René ihn erschießen will, hält Dedée ihn zurück, weil dieser Tod zu schnell und schmerzlos sei. Also schlägt Monsieur René Marco nieder, steigt mit Dedée wieder ins Auto und überfährt ihn.

## Produktion
Die Schenke zum Vollmond wurde in Joinville-le-Pont gedreht, hatte in Frankreich am 3. September 1948 Kinopremiere und lief am folgenden Tag bei den Filmfestspielen von Venedig. Die deutsche Synchronfassung kam am 9. August 1951 in Österreich (dort unter dem Titel Meine Frau die Sünderin) und am 9. November 1951 in Westdeutschland in die Kinos. 2008 erschien er auf DVD. 2022 veröffentlichte Arte eine restaurierte Fassung des Films mit neuer deutscher Synchronisation.

## Synchronisation
Es gibt zwei deutsche Synchronfassungen des Films. Die Kinofassung von 1951 entstand bei der Mars Film GmbH, Berlin. Das Dialogbuch stammt von Wolfgang Schnitzler, Dialogregie führte Richard von Schenk. Die Arte-Fernsehfassung wurde von Creative Sounds Germany synchronisiert, Dialogregie führte Henning Gehrke.
| Rolle         | Darsteller        | Synchronsprecher (Kino 1951) | Synchronsprecher (Arte 2022) |
| ------------- | ----------------- | ---------------------------- | ---------------------------- |
| Dedée         | Simone Signoret   | Ursula Traun                 | Julia von Tettenborn         |
| Francesco     | Marcello Pagliero | Bum Krüger                   | Sebastian Führ               |
| Gerda         | Claude Farell     | Rose Ziegler                 | ?                            |
| Germaine      | Jane Marken       | Eva Eras                     | Jenny Laura Bischoff         |
| Marco         | Marcel Dalio      | Kurt Hinz                    | Sebastian Schlemmer          |
| Monsieur René | Bernard Blier     | Harald Wolff                 | Andreas Meese                |

## Rezeption
„Ein düsteres, von Fatalismus und Verzweiflung geprägtes Liebesdrama im Stil des poetischen Realismus, das Atmosphäre und Handlung benutzt, um auf sehr intensive und filmsprachlich dichte Weise ohne ethische Gewichtung eine endzeitliche Stimmung zu umschreiben.“